# Gaujac (Lot-et-Garonne)
Gaujac é uma comuna francesa na região administrativa da Nova Aquitânia, no departamento Lot-et-Garonne. Estende-se por uma área de 7,37 km². Em 2010 a comuna tinha 258 habitantes (densidade: 35 hab./km²).